# Đặng Thế Phong
Đặng Thế Phong (14 tháng 4 năm 1918 – 2 tháng 8 năm 1942) là nhạc sĩ thuộc thế hệ tiên phong của tân nhạc Việt Nam, một trong những gương mặt tiêu biểu nhất cho giai đoạn âm nhạc tiền chiến. Ông mất năm 24 tuổi và chỉ để lại ba nhạc phẩm: Đêm thu, Con thuyền không bến và Giọt mưa thu.

## Tiểu sử
Đặng Thế Phong sinh ngày 5 tháng 4 năm 1918 tại thành phố Nam Định. Cha anh là Đặng Hiển Thế, Thông phán Sở Trước bạ Nam Định.
Tiểu sử của Đặng Thế Phong in trong ấn bản Con thuyền không bến do Nhà xuất bản Tinh Hoa phát hành tại Sài Gòn vào năm 1964: Đặng Thế Phong sinh năm 1918, thứ nam của cụ Đặng Hiển Thể, Thông phán Sở Trước bạ thành phố Nam Định, là con thứ 2 của một gia đình có 6 anh em, 2 trai 4 gái. Cha mất sớm, gia đình thiếu thốn, anh phải bỏ dở học vấn khi đang học lớp 2ème année P.S. Anh có lên Hà Nội theo học trường Cao đẳng Mỹ thuật với tư cách bàng thính viên. Anh vẽ tranh cho báo Học Sinh (chủ bút là Phạm Cao Củng) như truyện bằng tranh Hoàng Tử Sọ Dừa, Giặc Cờ Đen để lấy tiền ăn học. Mùa xuân năm 1941, anh có đi Sài Gòn rồi Nam Vang. Ở Nam Vang anh có mở một lớp dạy nhạc. Đến mùa thu 1941, anh lại trở về Hà Nội. Lúc sinh thời Đặng Thế Phong là một nhạc sĩ rất nghèo nên cuộc sống của anh thật là khổ cực, chật vật. Ngoài tài sáng tác, anh còn là một ca sĩ, tuy chưa hẳn được là tenor nhưng giọng hát khá cao, đã nhiều lần ra sân khấu mà lần đầu tiên anh hát bài Con thuyền không bến tại Rạp chiếu bóng Olympia, phố Hàng Da, Hà Nội năm 1940. Đến đầu 1942 thì anh từ giã cõi đời tại nhà, trên một căn gác hẹp ở phố Hàng Đồng vì bệnh lao, hưởng dương 24 tuổi.

## Cuộc đời
Vì cha mất sớm, gia cảnh túng thiếu, Đặng Thế Phong phải bỏ học khi đang theo học năm thứ hai bậc thành chung (deuxième année primaire supérieure) tại trường trung học Saint Thomas d'Aquin. ông lên Hà Nội vẽ cho một số tờ báo và học với tư cách dự thính tại trường Cao đẳng Mỹ thuật Đông Dương (École supérieure des Beaux-Arts) tới năm 1939. Thời gian học ở đây anh đã để lại một giai thoại. Trong một kỳ thi, Đặng Thế Phong vẽ bức tranh cảnh một thân cây cụt. Giáo sư, họa sĩ người Pháp Tardieu chấm bài, khen ngợi nhưng nói rằng: Em Đặng Thế Phong sẽ không sống lâu được!
Cuộc đời Đặng Thế Phong rất long đong, lận đận. anh phải sống lang bạt và trải qua nhiều nghề. Tháng 2 năm 1941, Đặng Thế Phong lang thang vào Sài Gòn rồi sang Campuchia. Tại Nam Vang, anh có mở một lớp dạy nhạc cho đến khi tiếp tục ra Hà Nội.
Sự nghiệp âm nhạc của Đặng Thế Phong chỉ có ba nhạc phẩm và đều rất nổi tiếng là: Đêm thu ca khúc viết cho lửa trại của học sinh Hà Nội 1940, Con thuyền không bến hoàn chỉnh tại Nam Vang, trình diễn lần đầu tại rạp Olympia, Hà Nội năm 1941 và Giọt mưa thu 1942. Nhạc phẩm cuối cùng Giọt mưa thu được anh viết vào những ngày cuối đời trên giường bệnh. Ban đầu bản nhạc mang tên Vạn cổ sầu, nhưng theo ý một vài người bạn, anh đặt lại là Giọt mưa thu cho bớt sầu thảm hơn.
Cả ba ca khúc của anh đều viết về mùa thu và hai trong số đó Con thuyền không bến và Giọt mưa thu được xếp vào những tác phẩm bất hủ của tân nhạc Việt Nam. Giọt mưa thu cũng là cảm hứng cho nhạc sĩ Hoàng Dương sáng tác bài Tiếc thu nổi tiếng. Nhiều ý kiến cho rằng Trịnh Công Sơn đã ảnh hưởng bởi Giọt mưa thu khi viết ca khúc đầu tay Ướt mi.
Nhận xét của Phạm Duy, các sáng tác của Đặng Thế Phong là những bài hát khởi đầu cho dòng "nhạc thu" Việt Nam, được tiếp nối xuất sắc bởi Văn Cao và Đoàn Chuẩn. Theo Doãn Mẫn, Đặng Thế Phong và Lê Thương là hai nhạc sĩ tiền chiến có sáng tác sâu đậm hồn dân tộc nhất: "Đặng Thế Phong là người hết sức tài hoa. anh chơi được rất nhiều nhạc cụ. Anh sáng tác Giọt mưa thu, Con thuyền không bến từ khi còn rất trẻ. Đáng tiếc, anh mất quá sớm. Có thể nói sự ra đi của anh là một tổn thất lớn đối với bạn bè và cho cả những người yêu mến âm nhạc Việt Nam."
Đặng Thế Phong được xem như một trong những nhạc sĩ tiêu biểu nhất của thời kỳ tiền chiến. Anh mất năm 24 tuổi vì bệnh lao trên một căn gác số 9 phố Hàng Đồng, Nam Định năm 1942.

## Những sáng tác khác
- Theo Phạm Duy thì Đặng Thế Phong có sáng tác một ca khúc nữa là Sáng rừng.
- Trong một bài viết của nhạc sĩ Trương Quang Lục thì Đặng Thế Phong có những sáng tác: Con thuyền không bến, Giọt mưa thu, Đêm thu, Sáng trăng, Sáng trong rừng, Sầm sơn...
- Báo Tiền phong số ra ngày 11 tháng 1 năm 2006 đăng tư liệu về một nhạc phẩm mới tìm thấy của anh: Gắng bước lên chùa, lời của nhà văn trinh thám Phạm Cao Củng.